# 大利亞諾 (拉梅薩區)
大利亞諾（西班牙語：Llano Grande），是巴拿馬的城鎮，位於該國中西部，由貝拉瓜斯省的拉梅薩區負責管轄，面積58平方公里，海拔高度130米，2010年人口815，人口密度每平方公里14.1人。